# Anabar
Anabar (rusky Анабар, jakutsky Анаабыр) je řeka na severozápadě Jakutské republiky v Rusku. Je dlouhá 939 km. Na horním toku se nazývá Velká Kuonamka. Plocha povodí měří 100 000 km².

## Průběh toku
Její zdrojnice pramení v jižní části Anabarské planiny ve Středosibiřské vysočině. Teče v dolině s příkrými břehy. Jakmile řeka vtéká do Severosibiřské nížiny, říční údolí se rozšiřuje. V jejím povodí se nachází mnoho jezer. V ústí u mysu Krest vytváří dlouhý mělký estuár nazývaný Anabarská zátoka jež je součástí moře Laptěvů.

### Přítoky
- zleva – Suolama, Charabyl
- zprava – Malá Kuonamka, Udža, Uele

## Vodní režim
Zdrojem vody jsou sněhové a dešťové srážky. Průměrný roční průtok vody činí 498 m³/s. Zamrzá na konci září a rozmrzá na začátku června. Od poloviny prosince do května promrzá až do dna.

## Využití
V povodí řeky jsou naleziště diamantů.